# Schulzentrum Sonnenhügel
Das Schulzentrum Sonnenhügel ist ein 1975 gegründetes Schulzentrum in Osnabrück. Es fasst in einem 'lockeren Organisationsverbund' drei eigenständige öffentliche Schulen – die Felix-Nussbaum-Schule (Hauptschule), die Wittekind-Realschule und das Ernst-Moritz-Arndt-Gymnasium, jeweils in der Trägerschaft der Stadt Osnabrück – auf einem gemeinsamen Schulgelände bzw. in einem Schulgebäudekomplex mit Schulanlagen und gemeinsamer Infrastruktur zusammen.
Das Schulzentrum befindet sich im Osnabrücker Stadtteil Sonnenhügel. Die Anbindung an die öffentliche Verkehrsmittel erfolgt über einen gemeinsamen Haltestellenpunkt. Jede der drei Schulen verfügt über eine eigene Schulleitung.

## Beschreibung
Im Schulzentrum Sonnenhügel, an der Knollstraße in Osnabrück, haben drei eigenständige Schulen ihren Standort: die Felix-Nussbaum-Schule, eine Hauptschule mit ca. 280 Schülern, die Wittekind-Realschule mit ca. 380 Schülern sowie das Ernst-Moritz-Arndt-Gymnasium mit ca. 510 Schülern.
Alle drei Schulen des Zentrums Sonnenhügel sind Ganztagsschulen mit mindestens zwei verpflichtenden Unterrichtstagen in der Woche, an denen jeweils mindestens zwei Stunden Unterricht nach einer Mittagspause im Stundenplan vorgesehen sind. An unterrichtsfreien Nachmittagen können nach der Mittagszeit auf freiwilliger Basis Angebote der Schulen wahrgenommen werden.
Bei dem Schulzentrum handelt es sich wegen der fehlenden organisatorischen Bindung der drei Schulen nicht um eine kooperative Gesamtschule.
Es besteht eine Gesamtkonferenz des Schulzentrums sowie eine externe Vertretung in allgemeinen Belangen des Zentrums und Repräsentation durch einen Schulzentrumssprecher. Im Verbund werden Informationsabende für die Grundschulen der Umgebung und fallweise gemeinsame Fortbildungen des Kollegiums veranstaltet. Ferner gibt es verschiedene schulübergreifende Arbeitsgemeinschaften, gemeinsame sportliche Aktivitäten wie zum Beispiel eine schulübergreifende Talentförderung für Fußball und Hockey. Gemeinsam finden die Waldjugendspiele der sechsten Klassen statt. FOKUS e.V. (Forum Osnabrück für Kultur und Soziales) ist Träger der Sozialarbeit im Rahmen der Ganztagsschule.

## Geschichte
1975 nahm die neu gegründete Orientierungsstufe Sebastopol – benannt nach dem Weg, an dem das Schulzentrum liegt – den Unterricht in ihrem neuen Gebäude auf. 1976 wurde die Wittekind-Realschule geteilt: Alle siebten Klassen zogen in das Schulzentrum Sebastopol, die Jahrgänge acht bis zehn verblieben am Erich-Maria-Remarque-Ring, im heutigen Gebäude der Domschule. 1977 erhielten alle neuen siebten Klassen der Wittekind-Realschule und damit der erste Jahrgang, der die Orientierungsstufe durchlaufen hatte, Klassenräume im Gebäude der benachbarten Anne-Frank-Schule. Am 16. September desselben Jahres starteten Oberbürgermeister Ernst Weber und ein Schüler den Baubeginn des neuen Zentrums mit dem ersten Spatenstich. 1978 waren alle vier Jahrgänge der Wittekind-Realschule in dem neuen Gebäude des Schulzentrums Sebastopol untergebracht, das zu diesem Zeitpunkt noch nicht vollständig fertiggestellt war. Am 13. November 1980 wurde das Schulzentrum Sebastopol durch Oberbürgermeister Ernst Weber seiner Bestimmung übergeben.
Das Ernst-Moritz-Arndt-Gymnasium, das im Jahr 1867 als „Städtische Realschule 2. Ordnung“ vom damaligen Bürgermeister der Stadt, Johannes Franz Miquel, gegründet worden war, verlegte seinen Standort von der Lotter Straße in das Schulzentrum Sebastopol. Die Eingliederung des Ernst-Moritz-Arndt-Gymnasiums in das Schulzentrum stieß zunächst auf politischen Widerstand in Teilen der Osnabrücker Bürgerschaft, unabhängig von der jeweiligen parteipolitischen Orientierung, und wurde, in der Hauptsache wegen Aufgabe des Gründungsstandortes in Altstadtnähe und Auszug aus dem repräsentativen historischen Schulgebäude, nicht von allen Bürgern akzeptiert.
1982 zog die Felix-Nussbaum-Schule vom Gebäude der heutigen Albert-Schweitzer-Schule ins Schulzentrum um.
Wegen eines Brandes konnte 2001 bis 2003 das Schulzentrum Sebastopol nicht weiter genutzt werden. Die schweren Brandschäden mussten behoben werden. Alle Schulen bzw. deren Klassen mussten vorübergehend im Osnabrücker Stadtgebiet untergebracht werden. 2007 wurde das Schulzentrum in Schulzentrum Sonnenhügel umbenannt. 2014 erfolgte die Ernennung zur Eliteschule des Fußballs.
2020 wurde nach dreijähriger Bauzeit ein zweistöckiger Anbau zum Hauptgebäude fertiggestellt, der acht Klassenzimmer und zwei kleinere Gruppenräume besitzt. Er beherbergt die sechsten und elften Klassen des Ernst-Moritz-Arndt-Gymnasiums. Die Räume sind mit Schränken, Stühlen und Tischen und großen Smart-TVs mit Tafelseiten ausgestattet. Des Weiteren befinden sich an der frontalen Gebäudewand zwei Kunstwerke der Kunst- und Musikschule Osnabrück. Um das Gebäude herum wurden Sitzmöglichkeiten und Fahrradständer geschaffen.

## Ausstattung und Angebot der Schulen
Das Angebot der drei Ganztagsschulen umfasst auch eine Mensa mit 110 Sitzplätzen, die Hausaufgabenbetreuung und Förderangebote sowie ein breites Angebot an Arbeitsgemeinschaften.
Die Klassen- und Fachräume sind modern und anforderungsgerecht gestaltet und mit Mobiliar ausgestattet, das arbeitsmedizinischen Anforderungen gerecht wird. Für den Unterricht in den naturwissenschaftlichen Fächern stehen ausgestattete Sammlungen mit modernen Geräten, Medien etc. zur Verfügung. Wissenschaftliche Sammlungen werden für die Fächer Physik, Chemie, Informatik, Biologie, Erdkunde und Astronomie auf dem aktuellen Stand der Wissenschaft gehalten.
Das Schulzentrum verfügt über fünf Computerräume. Die edv-technische Ausstattung des Schulzentrums kann als 'state-of-the-art' bezeichnet werden. Alle Unterrichtsräume sind vernetzt. Es wird computergestütztes Lernen, unterstützt durch Computer jeder Art sowie Beamer, Smart Boards etc., praktiziert. Für die Schüler stehen PC-Arbeitsplätze, außerhalb des Schulunterrichts, mit Internetzugang zur Verfügung.
Den Schülern und Lehrern ist der ständige Zugriff auf mehr als zehntausend Medien (neben Büchern auch Hörbücher, CDs, DVDs, Filme etc.) möglich. Es können zum Beispiel mehr als sechzig verschiedene PC-Lexika sowie vielfältige Lernsoftware genutzt werden.

## Freizeit und Sport
Zum Schulzentrum Sonnenhügel gehören moderne Sport- und Freizeitanlagen, auch in der benachbarten städtischen Sportanlage Sonnenhügel. Eine moderne, vierteilige Sporthalle, die Leichtathletikanlage mit einer 400-Meter-Kunststoffbahn und einem Beachvolleyballfeld sowie ein Rasenplatz und ein Kunstrasenplatz. Das städtische Schwimmbad Nettebad wird ebenfalls für die umfassende und ganzheitliche Ausbildung der Schüler genutzt. Alle drei Schulen des Schulzentrums sind vom Niedersächsischen Kultusministerium als sportfreundliche Schulen anerkannt.
Das Schulzentrum Sonnenhügel mit den dort ansässigen drei Schulen bietet in einer verbindlichen Kooperation mit dem VfL Osnabrück, dem Deutschen Fußball-Bund (DFB), dem Niedersächsischen Fußballverband (NFV) und dem Kreisfachverband Fußball Osnabrück-Stadt das Projekt 'Leistungsorientiertes Fördertraining im Fußball' an. Das Projekt ist speziell auf die Talentförderung im Fußballbereich ausgerichtet. Neben dem Unterricht werden die Kinder und Jugendlichen Nachmittags von lizenzierten Fußballlehrern trainiert. Ziel ist es, den Schülern Balltechnik und Taktik zu vermitteln sowie ihre Athletik gezielt zu entwickeln.